# Bisinusia palmipes
Bisinusia palmipes är en fjärilsart som beskrevs av Felder och Alois Friedrich Rogenhofer 1874. Bisinusia palmipes ingår i släktet Bisinusia och familjen mott. Inga underarter finns listade i Catalogue of Life.